# Kreativitet
Kreativitet er en skabende evne eller virksomhed, som fx opfindsomhed, idérigdom og det at lave eller finde på noget nyt. Kreativitet er afgørende for at løse problemer og udfordringer - indenfor alle fag og i alle situationer og for at skabe forandring og fornyelse. Kreativitet er særlig forbundet med opfindelser og videnskap, kunst og håndværk, men også næringsliv og markedsføring hvor udøverne gennem fantasi og forestillingsevne tænker anderledes og nyt, skaber noget originalt eller sætter noget kendt sammen på nye måder. Den mentale proces bag kreativitet er kompliseret, og der er ingen entydige forklaringsmodeller eller definitioner. Ifølge Erik Lerdahl(2007) er kreativitet forbundet med evnen til at fantasere, forestille sig og udvikle nye ideer. Kreativitet kan være en medfødt egenskab, men kan også læres, udøves og optrænes gennem en rigtig holdning og praktiske teknikker og metoder (Lerdahl 2007). Der findes derfor en række kurser og bøger til at lære kreativitet.

## Bøger om kreativitet
- Hans Chr. Andersen og Michael Flor Hansen, Guide til større kreativitet, ISBN 87-7953-299-3
- Ole Striim, Kreativ problemløsning & praktisk idéudvikling, ISBN 87-00-45820-1
- Kurt Hanks, Larry Belliston, Dave Edwards, Design Selv - Kreativ tænkning - problemløsning - tegning, ISBN 87-418-6325-9
- Edward de Bono, 1967, The use of lateral thinking, ISBN
- Edward de Bono, The mechanism of Mind, ISBN
- Edward de Bono, Serious creativity : using the power of lateral thinking to create new ideas, ISBN 0-88730-566-0
- Julia Cameron, Kreativitet : et praktisk og filosofisk kursus for kunstnere og andre der ønsker at udforske og genfinde deres kreativitet og selvtillid, ISBN 978-87-595-0981-4
- Mihaly Csikszentmihalyi ,"Creativity. Flow and the psyhology of discovery andInvention. New York.HarperCollins Publishers.